# Košinka
Košinka je usedlost v Praze 8-Libni v ulici Na Košince (Libeň).

## Historie
Vinice v místech Košinky je doložena již v 15. století. Byla složena ze tří vinic, od poloviny 18. století zvaných Košinka, Linkovská a Strakovská. Před rokem 1620 patřily tyto pozemky Pavlu Prčkovi, staroměstskému měšťanovi, který po bitvě na Bílé hoře odešel z Čech a jeho majetek byl zabaven.
V Tereziánském katastru je u Košinky uveden majitel František Lorein a výměra polí 21 jiter a vinic 14 jiter. V polovině 19. století vlastnil usedlost Tomáš Loffler. V tomto století také byla postavena nad Košinkou kaplička na památku tragického úmrtí dcery jednoho z tehdejších majitelů.

### Grabova vila
Od roku 1875 vlastnili usedlost s pozemky bratři Grabové, kteří zde vybudovali továrnu na voskování plátna a postavili honosnou rodinnou vilu jižně od původní usedlosti. Dále pak administrativní budovy, které zasahují do poloviny ulice Na Košince (č.p. 2, 4 a 8) a bytový dům pro nemanželskou dceru (č.p. 6).

### Po roce 1945
Z původní Košinky se dochovaly hospodářské budovy před vstupem do areálu továrny (v ulici Na Košince č.p. 1), a administrativní budovy, které zasahují do poloviny ulice s dnešním názvem Na Košince (č.p. 2, 4 a 8) a bytový dům pro nemanželskou dceru H. Grába (č.p. 6).